# The Mothers of Invention
The Mothers of Invention était le groupe de rock et de musique expérimentale de Frank Zappa actif de 1964 à 1975. La composition des Mothers n'a cessé de varier autour du  compositeur et guitariste américain. Ils étaient le premier groupe avec lequel il travailla et enregistra, bien que d'autres membres aient également composé certains morceaux. Après une quinzaine d'albums, de nombreuses tournées mondiales et deux derniers disques publiés en 1975, Frank Zappa n'a plus publié que sous son propre nom jusqu'à son décès en 1993. La version la plus acclamée des Mothers et celle qui a joué les plus fameux morceaux de Zappa entre 1973 et 1975, fut la dernière, composée de Napoleon Murphy Brock (chant, saxophone), George Duke (claviers, chant), Ruth Underwood (percussions), Chester Thompson (batterie), Tom Fowler (basse), Bruce Fowler (trombone) et Ralph Humphrey (batterie).

## Discographie
- Freak Out! (1966)
- Absolutely Free (1967)
- We're Only in It for the Money (1968)
- Cruising with Ruben & the Jets (1968)
- Uncle Meat (1969)
- Mothermania (en) (1969)
- Burnt Weeny Sandwich (1970)
- Weasels Ripped My Flesh (1970)
- Fillmore East: June 1971 (1971)
- 200 Motels (1971)
- Just Another Band From L.A. (1972)
- Over-Nite Sensation (1973)
- Roxy & Elsewhere (1974)
- One Size Fits All (1975)
- Bongo Fury (avec Captain Beefheart, 1975)
- The Grandmothers (1980), sans Frank Zappa
- You Can't Do That on Stage Anymore, Vol. 1 (1988)
- You Can't Do That on Stage Anymore, Vol. 2 (1988)
- You Can't Do That on Stage Anymore, Vol. 3 (1989)
- You Can't Do That on Stage Anymore, Vol. 4 (1991)
- Beat the Boots I (1991), 8 discs
- Beat the Boots II (1992), 7 discs
- You Can't Do That on Stage Anymore, Vol. 5 (1992)
- You Can't Do That on Stage Anymore, Vol. 6 (1992)
- Playground Psychotics (1992)
- Ahead Of Their Time (1993)
- The Lost Episodes (1996)
- Mystery Disc (en) (1998)
- Joe's Corsage (en) (2004)
- The MOFO Project/Object (2006)

## Vidéos
- 200 Motels (1971)
- The Dub Room Special (1982)
- Video From Hell (1987)
- Uncle Meat (1987)
- The True Story of Frank Zappa's 200 Motels (1989)

## Source
- (en) Cet article est partiellement ou en totalité issu de l’article de Wikipédia en anglais intitulé « The Mothers of Invention » (voir la liste des auteurs).